# Karina Ericsson Wärn
Karina Fanny Ericsson Wärn, född 15 april 1963 i Eskilstuna, är en svensk modeskribent och kurator.
Karina Ericsson Wärn drev på 1980-talet fotogalleriet Gauss i Stockholm och var på 1990-talet grundare av konsthallen Index - The Swedish Contemporary Art Foundation i Stockholm. På 2000-talet ansvarade hon för Konstfacks kuratorsutbildning. Hon var tillförordnad chef för konstnärsprogrammet IASPIS 2002–2003. År 2003 var hon och Sara Arrhenius kuratorer för utställningen ReShape! på Venedigbiennalen. 
Sedan 1996 har Karina Ericsson Wärn skrivit om mode i bl.a SvD och Damernas Värld. 
Hon var från juli 2016 konstnärlig ledare på Kulturhuset Stadsteatern i Stockholm, och utnämndes i december 2017 till rektor på Beckmans designhögskola i Stockholm.